# Let's Talk About Love
Let's Talk About Love è il quinto album in studio in lingua inglese della cantante canadese Céline Dion ed il quindicesimo album in studio in totale, pubblicato il 18 novembre 1997 dalla Columbia/Epic Records. Il seguito del suo album commercialmente riuscito, Falling into You (1996), Let's Talk About Love ha mostrato un'ulteriore progressione della musica di Céline Dion. Durante tutto il progetto, la cantante ha collaborato con Barbra Streisand, i Bee Gees, Luciano Pavarotti, Carole King, George Martin, Diana King, le Brownstone, Corey Hart e i suoi produttori di sempre: David Foster, Ric Wake, Walter Afanasieff, Humberto Gatica e Jim Steinman. Let's Talk About Love include il successo più grande della Dion, My Heart Will Go On. Scritta da James Horner e Will Jennings, utilizzata come tema della colonna sonora del film-colossal di James Cameron, Titanic, My Heart Will Go On sale in cima alle classifiche di tutto il mondo e da allora diventa la canzone principale della Dion.
L'album e le sue canzoni hanno vinto molti premi in tutto il mondo. My Heart Will Go On vinse ben quattro Grammy Award come: Registrazione dell'Anno, Miglior performance vocale femminile, Canzone dell'Anno e Miglior canzone scritta appositamente per un film o una televisione. Let's Talk About Love fu nominato ai Grammy Award per Miglior Album Pop Vocale, mentre Tell Him fu candidata per il Grammy Award alla Miglior Collaborazione Pop Vocale.
Let's Talk About Love è diventato uno degli album più venduti della storia, con vendite di oltre 31 milioni di copie in tutto il mondo. In cima alle classifiche mondiali, inclusi il numero uno negli Stati Uniti, Canada, Regno Unito, Francia, Australia e molti altri. È diventato uno degli album più venduti del 1997 e del 1998 in vari paesi e anche uno degli album più venduti del decennio. È stato certificato disco di diamante, multi-platino, platino e oro in tutto il mondo. Ha venduto dieci milioni di copie solo negli Stati Uniti, altri dieci milioni in Europa, due milioni in America Latina, due milioni nel Regno Unito, 1,7 milioni in Canada, 1,6 milioni in Francia, 1,5 milioni in Germania e oltre un milione in Giappone. Vari singoli sono stati pubblicati dall'album, a seconda del paese. Oltre al grande successo di My Heart Will Go On, ebbero successo anche: Tell Him, Be the Man, The Reason, To Love You More, Immortality, Miles to Go (Before I Sleep) e Treat Her Like a Lady.

## Concezione e composizione

Céline Dion in una scena del videoclip di My Heart Will Go On

Let's Talk About Love è stato registrato tra Londra, New York e Los Angeles e ha visto la partecipazione di ospiti speciali:
- Barbra Streisand nel brano Tell Him;
- i Bee Gees in Immortality;
- Luciano Pavarotti in I Hate You Then I Love You;
- Diana King e i Brownstone in Treat Her Like a Lady;
- Carole King e George Martin in The Reason.

Il singolo di maggior successo dall'album fu la power-ballad di ispirazione classica My Heart Will Go On, scritta da James Horner e Will Jennings. Servendo come tema per il film campione d'incassi del 1997 Titanic, la canzone salì in cima alle classifiche di tutto il mondo diventando la colonna portante della carriera artistica di Céline Dion. Le tracce di Let's Talk About Love sono state prodotte principalmente da: David Foster, Ric Wake, Walter Afanasieff, Humberto Gatica e Corey Hart. 
L'album include diverse cover:
- When I Need You di Leo Sayer,
- Treat Her Like a Lady di Diana King,
- Love Is on the Way di Billy Porter,
- Puisque Tu Pars di Jean-Jacques Goldman (registrato in inglese grazie ai testi di Bryan Adams, con il titolo di Let's Talk About Love),
- You Only Love Once di Billy Mann (adattato in spagnolo con i testi di Manny Benito ed intitolato Amar Haciendo el Amor),
- Grande grande grande di Mina (tradotto in inglese con il titolo I Hate You Then I Love You).

La Sony Music Entertainment pubblicò poche diverse edizioni di Let's Talk About Love nel mondo. Oltre alle tredici tracce principali, To Love You More fu incluso nelle edizioni pubblicate negli USA e in Sud America, Be the Man in quelle europee, australiane e asiatiche, Amar Haciendo el Amor al di fuori degli Stati Uniti mentre Where Is the Love al di fuori dell'America Latina.

## Singoli
Il primo singolo di Let's Talk About Love, Tell Him (duetto con Barbra Streisand) è stato presentato dalle radio negli Stati Uniti il 7 ottobre 1997. Non è stato commercializzato negli Stati Uniti e quindi non è potuto entrare nella Billboard Hot 100. Tuttavia, il singolo fisico fu pubblicato il 31 ottobre 1997 in Germania e il 3 novembre 1997 nel resto dell'Europa e in Australia, e divenne un successo. La canzone raggiunse il primo posto nei Paesi Bassi e la top ten in Irlanda, Belgio, Regno Unito, Francia, Italia, Spagna, Svizzera, Norvegia e Australia. Fu certificato disco di platino nei Paesi Bassi e in Belgio e disco d'oro nel Regno Unito, Francia, Australia, Svizzera e Norvegia. In Giappone, Be the Man è stato pubblicato come primo singolo il 13 novembre 1997. Raggiunse la posizione numero ventiquattro nella classifica Oricon ottenendo il disco di platino dalla RIAJ. Tra il 5 e l'8 dicembre 1997, The Reason è stato rilasciato come secondo singolo in alcuni paesi europei. Raggiunse l'undicesima posizione della classifica inglese e dell'Irlanda e anche in Belgio.
My Heart Will Go On fu trasmesso per la prima volta in radio negli Stati Uniti il 25 novembre 1997. Come singolo commerciale, è stato pubblicato il 10 febbraio 1998. La canzone ha debuttato alla numero uno della Billboard Hot 100, dove è rimasto per due settimane. È stato certificato disco d'oro grazie alla vendita di 1 791 000 copie negli Stati Uniti a partire da aprile 2012. Il singolo fisico è stato rilasciato per la prima volta in Germania il 5 dicembre 1997, e più tardi in Australia. Nel resto del mondo è stato pubblicato nel gennaio 1998. In Francia è stato rilasciato come singolo del lato A con The Reason. Nel Regno Unito, My Heart Will Go On fu pubblicato il 9 febbraio 1998. La canzone è salita e rimasta per molte settimane in cima alle classifiche di tutto il mondo, diventando il più grande successo di Céline Dion e uno dei singoli più venduti di tutti i tempi; è stato il singolo più venduto al mondo del 1998. È considerata la canzone simbolo della Dion e una delle più grandi ballad d'amore degli anni '90. Certificata con dischi di diamante, multi-platino, platino e oro in tutto il mondo, My Heart Will Go On ha venduto due milioni di copie in Germania, 1,5 milioni nel Regno Unito e 1,2 milioni in Francia.
To Love You More è stato pubblicato come terzo singolo promozionale negli Stati Uniti il 5 maggio 1998. Sebbene non potesse entrare nella Billboard Hot 100, arrivò in cima alla classifica Billboard Adult Contemporary, raggiungendo la posizione numero undici della Hot 100 Airplay. Immortality (con i Bee Gees) è stato rilasciato come singolo successivo in Europa, Australia e Canada nel giugno 1998. Inizialmente è stato pubblicato il 5 giugno 1998 in Germania e tre giorni dopo in Francia. Nel Regno Unito, è stato pubblicato il 6 luglio 1998. La canzone ha raggiunto la top ten in Germania, Austria, Regno Unito e Svizzera. È stato certificato disco di platino in Germania, disco d'oro in Svezia e disco d'argento nel Regno Unito e in Francia. Verso la fine di settembre del 1998, Miles to Go (Before I Sleep) entrò nella classifica Billboard Adult Contemporary in Canada e raggiunse la posizione numero diciassette. Treat Her Like a Lady (con Diana King e le Brownstone) è stato pubblicato come ultimo singolo di Let's Talk About Love in alcuni paesi europei. È stato pubblicato il 19 marzo 1999 in Germania e il 28 giugno 1999 nel Regno Unito. Il singolo raggiunse la top 40 in Austria, Regno Unito e Irlanda.

## Promozione
Negli Stati Uniti, Céline Dion ha iniziato la promozione del suo nuovo album con l'esibizione di Let's Talk About Love a Good Morning America nel novembre 1997. Lo stesso mese cantò Immortality con i Bee Gees nel loro concerto One Night Only a Las Vegas. Nel dicembre del 1997, la Dion eseguì My Heart Will Go On al programma The Rosie O'Donnell Show, The Tonight Show with Jay Leno e durante il Music for UNICEF Concert a New York. Il 14 dicembre 1997, ha anche assistito alla prima di Titanic a Hollywood. Nel gennaio 1998, Céline cantò My Heart Will Go On e Let's Talk About Love su The Today Show e nel febbraio 1998, si esibì al The Oprah Winfrey Show  con My Heart Will Go On. Céline Dion inoltre cantò My Heart Will Go On ai 40° Grammy Award il 25 febbraio 1998 e alla 70ª edizione degli Academy Award il 23 marzo 1998. Nell'aprile 1998, cantò Treat Her Like a Lady con Diana King e le Brownstone agli Essence Award a New York. Più tardi nello stesso mese, eseguì My Heart Will Go On, The Reason (in duetto con Carole King) e diverse altre canzoni durante il concerto VH1 Divas a New York dopo parteciparono altre artiste come Aretha Franklin, Mariah Carey, Gloria Estefan e Shania Twain. Nel maggio 1998, la Dion appare di nuovo a The Rosie O'Donnell Show dove canta To Love You More.
Céline Dion ha anche promosso Let's Talk About Love in altri paesi. Nel novembre 1997, canta Let's Talk About Love, When I Need You e Treat Her Like a Lady durante lo speciale televisivo canadese Parlons d'amour. Lo stesso mese, eseguì The Reason nel programma televisivo olandese Kanjer Surprise. Nel dicembre del 1997, Céline cantò The Reason al The Lottery Show. Nel Regno Unito, al Smash Hits Poll Winners Party si esibì in The Reason e My Heart Will Go On. Lo stesso mese, eseguì The Reason su Fantastico in Italia e a Les Années Tubes in Francia. Nel gennaio 1998, Céline si esibisce con My Heart Will Go On a Des O'Connor Tonight nel Regno Unito. Il mese successivo, la cantò anche a Top of the Pops, a Wetten, dass..? in Germania e durante il Festival di Sanremo in Italia. In quest'ultimo, ha anche eseguito The Reason. Nell'aprile del 1998, Céline Dion appare nello speciale televisivo francese La Soirée Spéciale: Céline Dion dove si esibisce con My Heart Will Go On, Let's Talk About Love, Treat Her Like a Lady con Diana King e The Reason. Nel giugno del 1998, è apparsa in un altro programma televisivo francese, Hit Machine cantando The Reason, Treat Her Like a Lady con Diana King, Immortality con i Bee Gees e My Heart Will Go On. Lo stesso mese esegue My Heart Will Go On e Immortality con i Bee Gees nel programma televisivo tedesco Geld Oder Liebe. Il 9 giugno 1998, Céline esegue in duetto con Pavarotti il brano I Hate You Then I Love You e My Heart Will Go On al concerto di beneficenza Pavarotti & Friends, a Modena in Italia. Nel luglio 1998, canta Immortality con i Bee Gees a Top of the Pops nel Regno Unito.
Il 21 agosto 1998, Céline Dion inizia il tour mondiale di Let's Talk About Love World Tour a Boston continuando per l'America del Nord fino alla fine del 1998. Arriva in Asia all'inizio del 1999 e torna in Nord America a marzo e ad aprile. Gira l'Europa a giugno e luglio 1999 e nuovamente il Nord America alla fine del 1999. Molti concerti in Europa a maggio e a giugno 1999 furono cancellati a causa della malattia di René Angélil, marito di Céline, al quale gli fu diagnosticato un cancro della pelle. Ad agosto e a settembre 1999, l'album Au cœur du stade e il film omonimo sono stati pubblicati in Europa e in Canada. essi includono la scaletta francofona del tour.

## Recensioni da parte della critica
Let's Talk About Love ha diviso la critica musicale. Il giornalista di Billboard, Paul Verna diede all'album una recensione positiva, scrivendo che "i vocalismi super-carichi della Dion sono prevedibilmente potenti e raggiungono spesso i cieli" e ha elogiato la collaborazione con i Bee Gees in Immortality, definendola "controllata",  la hit da classifica "insolita" di To Love You More, lo sforzo di Carole King e di George Martin in The Reason, l'esplosiva Us e la canzone di Titanic, My Heart Will Go On. Notò anche che "la Dion allarga le sue ali su brani, come il reggae-splashed di Treat Her Like a Lady con Diana King e le Brownstone e I Hate You Then I Love You, un curioso duetto con Luciano Pavarotti". Larry Flick, anche lui di Billboard, parlò positivamente di Tell Him e di My Heart Will Go On. Chiamò Tell Him "un evento" e ha scrisse che due delle migliori voci della musica pop si sono unite in una "grande ballad meravigliosamente esagerata che scioglierà il cuore persino dell'ascoltatore più stanco". Lo ha anche definito un inno elettrizzante tra amiche. Flick a riguardo di My Heart Will Go On, disse che "questa canzone guaisce con testi romantici e con una melodia melancolica che è arricchita da un pianto solista". Notò che la Dion "colpisce note che frantumano il vetro, costruite anche lentamente ed ha la capacità di impacchettare volumi di emozioni in un sussurro", e aggiunse "My Heart Will Go On aggiungerà un tocco di classe molto necessario ad ogni stazione radiofonica che apprezzi".
Stephen Thomas Erlewine di AllMusic diede a Let's Talk About Love quattro stelle su cinque. Scrisse che mentre Falling into You aveva affermato la Dion come una superstar in America, il suo successore, Let's Talk About Love, aveva la scopo di consolidare la sua fama di star. L'album era stato pensato come un "blockbuster, con le tipiche ballad melodrammatiche alla Dion, del dance-pop attentamente confezionato, una pletora di duetti con nientemeno che Barbra Streisand e i Bee Gees, e una produzione affidata ai guru della musica adult contemporary David Foster, Jim Steinman e Walter Afanasieff". Visti i presupposti di Let's Talk About Love "è ovvio che, come da copione nell'adult contemporary, la talentuosa voce di Céline Dion si libri con maestria. Come sempre sono i singoli (tra cui il duetto con la Streisand, Tell Him e il tema d'amore di Titanic, My Heart Will Go On) a brillare sulle altre tracce, ma anche gli altri brani sono prodotti egregiamente". Pur definendolo un album non coeso, scrisse che "non dovrebbe sorprendere: è un disco fatto su misura, un prodotto destinato a raggiungere un'audience più ampio possibile. Secondo questa logica, a chiunque sia piaciuto uno dei singoli l'album non deluderà, ma ciò non significa che ogni traccia del disco sia memorabile dopo un ascolto complessivo".
Entertainment Weekly notò la presenza di duetti importanti, produttori affermati, la presenza di cover e di "ballate spezzacuore" tutte caratteristiche di un album della Dion, ma anche alcune novità per raggiungere un'audience più variegata, come la dance di "Just a Little Bit of Love" e un brano in direzione dancehall, "il divertimento (inconsapevole) di "Treat Her Like a Lady". Il giornalista sottolineò come, proprio come le grandi produzioni cinematografiche di quegli anni sacrificavano il realismo nel nome delle vendite, così Let's Talk About Love "è dimentico del fatto che un buon album pop, indipendentemente dal budget a disposizione, deve fondarsi su buone canzoni". Definì "Immortality" banale, definì "My Heart Will Go On" un "brano gonfiato come una mongolfiera", e ne deprecò gli "arrangiamenti pesanti e obbligati". Descrivendo Tell Him sostenne che se la voce della Streisand fosse come il burro, quella della Dion era piuttosto margarina, e che era un'ode bella e buona al servilismo. "La Dion dà il suo meglio, suona ferita o potente a seconda della canzone, ma la sua voce ha così poca personalità che anche quella va a perdersi tra gli orpelli". Il Los Angeles Times scrisse che la voce della cantante è una meraviglia, ma che la sua resa è impersonale e manca la drammaticità che dovrebbe essere naturale per una diva. The New York Observer stroncò l'album con l'eccezione di When I Need You, Just a Little Bit of Love e My Heart Will Go On, e scrisse che anche a distanza di anni sarebbe stato ricordato come l'album "debole" della Dion.

## Successo commerciale
Let's Talk about Love ha venduto oltre 31 milioni di copie in tutto il mondo ed è diventato uno degli album più venduti della storia. Negli Stati Uniti, ha debuttato alla numero due della classifica Billboard 200 con 334 000 copie vendute. Le vendite continuarono a crescere fino a un totale di 624 000 copie nella sesta settimana, pur rimanendo al secondo posto. Infine, l'album ha superato la classifica la settimana seguente nel gennaio 1998. Fino a maggio 1998, l'album ha mantenuto un totale di diciassette settimane al secondo posto, nonostante abbia raggiunto la numero uno solo una volta. Fu certificato disco di diamante dalla RIAA nel novembre 1999 per aver venduto dieci milioni di copie negli Stati Uniti. In Canada, ha debuttato al primo posto con 230 212 copie vendute, stabilendo un record per la settimana d'esordio con più vendite in assoluto della storia canadese, record superato con 306 000 copie vendute da Adele, con il suo album del 25 (2015). Let's Talk About Love ha venduto 1,7 milioni di copie in Canada, rimanendo in cima alla classifica canadese per due settimane.
Nel Regno Unito, Let's Talk About Love è entrato in classifica direttamente alla numero uno e ha trascorso quattro settimane non consecutive in cima. Nell'ottobre 1998, è stato certificato sei volte disco di platino dalla BPI, per la vendita di due milioni di copie vendute. In Francia, Let's Talk About Love ha trascorso sette settimane in prima posizione, ottenendo il disco di diamante nell'aprile del 1998 grazie alla vendita di 1 610 000 copie. Let's Talk About Love è diventato il primo album di Cèline Dion in Germania, dove ha trascorso cinque settimane alla numero uno. Nel 1999, è stato certificato tre volte disoc di platino dalla BVMI per un fatturato di 1,5 milioni di copie vendute. L'album ha anche venduto oltre un milione di copie in Giappone ottenendo la certificazione Million dalla RIAJ. In Australia, ha debuttato al primo posto e ha trascorso cinque settimane non consecutive al vertice della classifica ed è stato certificato sei volte disco di platino dall'ARIA. Let's Talk About Love salì in cima alle classifiche di tutto il mondo ottenendo certificazioni di diamante, multi -platino, platino ed oro in molti paesi, oltre a quelli citati. Ha venduto oltre dieci milioni di copie in Europa (dieci volte disco di platino dalI'IFPI) e oltre due milioni di copie in America Latina.

## Riconoscimenti
Alla 41ª edizione dei Grammy Award, My Heart Will Go On vince nelle categorie: Registrazione dell'Anno, Canzone dell'Anno, Migliore Performance Pop Vocale Femminile e Miglior canzone scritta appositamente per un film o una televisione, mentre Let's Talk About Love fu nominato per il Grammy al Miglior Album Pop. Un anno prima, Tell Him fu nominato ai Grammy come Miglior Collaborazione Pop Vocale. Agli American Music Award del 1999, Céline Dion viene premiata nelle categorie Artista Femminile Pop / Rock e Artista favorita nel genere Adult Contemporary. L'album Let's Talk About Love invece riceve la nomination come Album Pop/Rock favorito mentre Titanic: Music from the Motion Picture vince nella categoria Colonna sonora favorita. Nel 1998, la Dion vince numerosi Billboard Music Award, tra cui Top Billboard 200 Album Artist, Top Billboard 200 Album Artist - Female, Hot Adult Contemporary Artist, Hot Soundtrack Single (My Heart Will Go On). Titanic: Music from the Motion Picture ottiene il riconoscimento nelle categorie Top Billboard 200 Album e Hot Soundtrack Album. Céline Dion è stato anche nominata per i Billboard Music Award per Top Pop Artist - Female, Hot Adult Contemporary Singles & Tracks (My Heart Will Go On) e Top Billboard 200 Album (Let's Talk About Love). Ai Juno Award del 1999, la Dion vinse nelle categorie: Miglior cantante femminile, Miglior album (Let's Talk About Love), Album più venduto (Straniero o Nazionale) (Let's Talk About Love) e l'International Achievement Award. Altre nomination legate all'artista canadese ai Juno furono: Miglior singolo (My Heart Will Go On), Miglior album pop (Let's Talk About Love), Album più venduto (Straniero o Nazionale) (Titanic: Music from the Motion Picture) e Produttore dell'anno (Corey Hart per Miles to Go (Before I Sleep) e Where Is the Love). La Dion ha anche vinto il World Music Award come Miglior artista canadese dell'anno nel 1998 e Artista pop femminile dell'anno più venduto al mondo nel 1999. Ai 25° People's Choice Award, Céline vince nella categoria Favorite Female Musical Performer e nel 1998, vince tre VH1 Award come Artista dell'Anno, Miglio Artista Femminile e Diva dell'Anno. My Heart Will Go On ha vinto anche l'Oscar per la Migliore canzone originale e il Golden Globe nella stessa categoria.
Tra gli altri premi vinti da Céline Dion: Amigo Award per il Miglior artista femminile internazionale, ASCAP Film and Television Music Award per la Canzone più rappresentata da un film (My Heart Will Go On), ASCAP Pop Award per i Brani più eseguiti (My Heart Will Go On per due volte e To Love You More), Blockbuster Entertainment Award per le Canzoni preferite di un film (My Heart Will Go On) (Titanic: Music from the Motion Picture è stata candidata come Colonna sonora preferita), BMI Film & TV Award per la Canzone più eseguita da un film, BMI Pop Award per i Brani più cantati (My Heart Will Go On e To Love You More per due volte), il Gold Otto for Female Singer ai Bravo Otto Award, Echo per Artista Femminile Internazionale dell'Anno nel 1999 (nominata nella stessa categoria nel 1998), il Félix Award per Artista dell'Anno che ha raggiunto il successo in una lingua diversa dal francese nel 1999 (nominata nella stessa categoria nel 1998), il Gémeaux Award per il Miglior Varietà Special (Let's Talk About Love avec Céline Dion) (nominato in altre categorie per gli speciali televisivi Let's Talk About Love avec Céline Dion e Let's talk from Las Vegas, Céline), Hungarian Music Award per Album internazionale dell'anno (Let's Talk About Love), Japan Gold Disc Award per l'Artista internazionale dell'anno e l'Album pop internazionale dell'anno (Let's Talk About Love), Japan Record Award nella categoria Special Achievement Award (My Heart Will Go On), Las Vegas Film Critics Society Award per la miglior canzone (My Heart Will Go On), Malta Music Award come Miglior artista femminile con più vendite, MuchMusic Video Award per Peoples Choice: Favourite Artist (My Heart Will Go On), NARM Best Seller Award per 1997-1998 Soundtrack (Titanic: Music from the Motion Picture), Performance Magazine Award per Best Pop Act, Pop Corn Music Award come Miglior cantante dell'anno, Satellite Award per la Miglior canzone originale (My Heart Will Go On) e Miglior colonna sonora originale (Titanic: Music from the Motion Picture) e South African Music Award per l'Album internazionale più venduto (Let's Talk About Love).
CélineDion fu anche nominata ai Brit Award per il Best International Female nel 1998 e accettò di ritirare il premio per la Miglior colonna sonora (Titanic: Music from the Motion Picture) per conto di James Horner nel 1999. La cantante fu anche nominata per l'MTV Europe Music Award come Miglior artista femminile e per l'MTV Video Music Award per il Miglior video proveniente da un film (My Heart Will Go On) e per il premio Viewer's Choice (My Heart Will Go On). Altre nomination includono: Danish Music Award come Miglior cantante internazionale femminile e Miglior hit internazionale (My Heart Will Go On), Edison Award come Miglior cantante femminile e Singolo dell'anno (Tell Him) e Fryderyk Award come Migliore album straniero (Let's Talk About Love). Il suo speciale televisivo Celine Dion - Let's Talk About Love fu nominato ai Gemini Award nella categoria Miglior fotografia in un programma comico, varietà, spettacolo o serie.

## Tracce

### Let's Talk About Love(USA Edition)
1. The Reason – 5:01 (Carole King, Mark Hudson, Greg Wells)
2. Immortality (feat. Bee Gees) – 4:11 (Barry Gibb, Robin Gibb, Maurice Gibb)
3. Treat Her Like a Lady (feat. Diana King e Brownstone) – 4:05 (Diana King, Andy Marvel, Billy Mann, Céline Dion)
4. Why Oh Why – 4:50 (Marti Sharron, Dan Sembello)
5. Love Is on the Way – 4:25 (Peter Zizzo, Denise Rich, Tina Shafer)
6. Tell Him (feat. Barbra Streisand) – 4:51 (Linda Thompson, Walter Afanasieff, David Foster)
7. Where Is the Love – 4:55 (Corey Hart)
8. When I Need You – 4:12 (Albert Hammond, Carole Bayer Sager)
9. Miles to Go (Before I Sleep) – 4:40 (Hart)
10. Us – 5:47 (Billy Pace)
11. Just a Little Bit of Love – 4:06 (Maria Christensen, Arnie Roman, Arthur Jacobson)
12. My Heart Will Go On (love theme from Titanic) – 4:40 (James Horner, Will Jennings)
13. I Hate You Then I Love You (feat. Luciano Pavarotti) – 4:43 (Tony Renis, Manuel de Falla, Alberto Testa, Fabio Testa, Norman Newell)
14. To Love You More – 5:28 (Foster, Junior Miles)
15. Let's Talk About Love – 5:12 (Bryan Adams, Jean-Jacques Goldman, Eliot Kennedy)

### Let's Talk About Love(Canadian Edition)
L'edizione canadese di Let's Talk About Love include una traccia diversa rispetto alla track-list statunitense ovvero:
1. Amar Haciendo el Amor – 4:11 (Mann, Rich, Manny Benito)

questa traccia non sostituisce Where Is the Love (che diventa la traccia numero 13), sostituisce la traccia numero 14, To Love You More.

### Let's Talk About Love(European/Australian/Asian Edition)
Questa edizione presenta altre diversità rispetto alle precedenti; l'album pubblicato in Europa, Australia e Asia contiene una traccia in più e differenti brani.
1. The Reason – 5:01 (King, Hudson, Wells)
2. Immortality (feat. Bee Gees) – 4:11 (B. Gibb, R. Gibb, M. Gibb)
3. Treat Her Like a Lady (feat. Diana King e Brownstone) – 4:05 (King, Marvel, Mann, Dion)
4. Why Oh Why – 4:50 (Sharron, Sembello)
5. Love Is on the Way – 4:25 (Zizzo, Rich, Shafer)
6. Tell Him (feat. Barbra Streisand) – 4:51 (Thompson, Afanasieff, Foster)
7. Amar Haciendo el Amor – 4:55 (Mann, Rich, Manny Benito)
8. When I Need You – 4:12 (Hammond, Bayer Sager)
9. Miles to Go (Before I Sleep) – 4:40 (Hart)
10. Us – 5:47 (Pace)
11. Just a Little Bit of Love – 4:06 (Christensen, Roman, Jacobson)
12. My Heart Will Go On (love theme from Titanic) – 4:40 (Horner, Jennings)
13. Where Is the Love – 4:55 (Hart)
14. Be the Man – 4:39 (Foster, Miles)
15. I Hate You Then I Love You (feat. Luciano Pavarotti) – 4:43 (Renis, Falla, A. Testa, F. Testa, Newell)
16. Let's Talk About Love – 5:12 (Adams, Goldman, Kennedy)

### Let's Talk About Love(Latin America Edition)
L'edizione latino americana di Let's Talk About Love include queste differenze:
1. Amar Haciendo el Amor – 4:11 (Mann, Rich Manny, Benito)

1. I Hate You Then I Love You (feat. Luciano Pavarotti) – 4:43 (Renis, Falla, A. Testa, F. Testa, Newell)
2. To Love You More – 5:28 (Foster, Miles)

La traccia Where Is the Love non è presente in questa edizione dell'album.

### Let's Talk About Love(Asian Tour Limited Edition bonus disc)
L'edizione limitata asiatica dell'album contiene oltre al CD originale un altro disco bonus, contenente i seguenti brani:
1. My Heart Will Go On (Richie Jones Mix) – 4:15 (Horner, Jennings)
2. To Love You More (Tony Moran Mix) – 9:27 (Foster, Miles)
3. Be the Man (Karaoke Version) – 4:37 (Foster, Miles)
4. Unison (Remix) – 4:04 (Andy Goldmark, Bruce Roberts)
5. Love Can Move Mountains (Live Version) – 4:42 (Diane Warren)

## Classifiche

### Classifiche settimanali
| Classifiche     | Posizioni massime |
| --------------- | ----------------- |
| Australia       | 1                 |
| Austria         | 1                 |
| Belgio Fiandre  | 1                 |
| Belgio Vallonia | 1                 |
| Canada          | 1                 |
| Danimarca       | 1                 |
| Europa          | 1                 |
| Finlandia       | 1                 |
| Francia         | 1                 |
| Germania        | 1                 |
| Giappone        | 5                 |
| Grecia          | 1                 |
| Irlanda         | 1                 |
| Italia          | 1                 |
| Norvegia        | 1                 |
| Nuova Zelanda   | 1                 |
| Paesi Bassi     | 1                 |
| Portogallo      | 3                 |
| Regno Unito     | 1                 |
| Spagna          | 3                 |
| Stati Uniti     | 1                 |
| Svezia          | 1                 |
| Svizzera        | 1                 |
| Ungheria        | 3                 |

### Classifiche annuali
| Classifica (1998) | Posizione |
| ----------------- | --------- |
| Canada            | 6         |
| Italia            | 2         |
| Paesi Bassi       | 2         |

### Classifiche di fine decennio
| Classifica (1990–1999) | Posizione |
| ---------------------- | --------- |
| Austria                | 24        |
| Stati Uniti            | 11        |

### Classifiche di tutti i tempi
| Paese     | Posizione raggiunta |
| --------- | ------------------- |
| Finlandia | 81                  |
| Svezia    | 57                  |
| Svizzera  | 65                  |